# Provincia de Sinkiang (República de China)
La provincia de Sinkiang o provincia de Xinjiang (en chino simplificado, 新疆省; pinyin, Xīnjiāng Shěng) era una provincia de la República de China. Establecida por primera vez como provincia en 1884 por la dinastía Qing, fue reemplazada en 1955 por la Región Autónoma Uigur de Sinkiang de la República Popular China. El gobierno provincial original se trasladó a Taipéi como Oficina del Gobierno Provincial de Sinkiang (en chino tradicional, 新疆省政府辦事處) hasta su disolución en 1992.

## Administración
La provincia heredó las fronteras de la provincia de la dinastía Qing, limitando con Kansu, Tsinghai, el área mongol, el área del Tíbet y los países de la Unión Soviética, Afganistán, India y Pakistán. Los límites reclamados de la provincia incluían todo el actual Sinkiang y partes de Mongolia, Tayikistán, Afganistán y Pakistán.

## Historia
En 1912, la dinastía Qing fue reemplazada por la República de China. Yuan Dahua, el último gobernador Qing de Sinkiang, huyó. Uno de sus subordinados, Yang Zengxin, tomó el control de la provincia y accedió nominalmente a la República de China en marzo del mismo año. A través de una política maquiavélica y un inteligente equilibrio de distritos étnicos mixtos, Yang mantuvo el control sobre Sinkiang hasta su asesinato en 1928, después de la Expedición al Norte del Kuomintang.
La rebelión kumul y otras rebeliones surgieron contra su sucesor Jin Shuren a principios de la década de 1930 en todo Sinkiang, en las que participaron uigures, otros grupos turcos y chinos hui (musulmanes). Jin reclutó a rusos blancos para aplastar la revuelta. En la región de Kasgar, el 12 de noviembre de 1933, se declaró la efímera autoproclamada Primera República de Turquestán Oriental. La 36.ª División hui del Kuomintang destruyó al ejército de la Primera República de Turkestán Oriental en la batalla de Kasgar (1934), poniendo fin a la República. La Unión Soviética invadió la provincia durante la invasión soviética de Sinkiang. En la guerra de Sinkiang, toda la provincia quedó bajo el control del señor de la guerra manchú del noreste, Sheng Shicai, quien gobernó Sinkiang durante la siguiente década con el estrecho apoyo de la Unión Soviética. En 1944, el presidente y primer ministro de China, Chiang Kai-shek, informado por los soviéticos de la intención de Sheng de unirse a la Unión Soviética, decidió trasladarlo de Sinkiang a Chongqing como ministro de Agricultura y Bosques. Había terminado más de una década de la era de Sheng. Sin embargo, ese año se estableció una Segunda República de Turquestán Oriental de corta duración, respaldada por los soviéticos, que duró hasta 1949 en lo que hoy es la Prefectura autónoma kazaja de Ilí (distritos de Ilí, Tarbagatai y Altái) en el norte de Sinkiang.
Durante la rebelión Ilí, la Unión Soviética respaldó a los separatistas uigures para formar la República de Turkestán Oriental (RTO) en la región de Ilí, mientras que la mayor parte de Sinkiang estaba bajo el control de la República de China. En 1946, el gobierno de la República de China y la RTO acordaron establecer el Gobierno de Coalición de la provincia de Sinkiang, aunque el gobierno de coalición se rompió en 1947. El Ejército Popular de Liberación entró en Sinkiang en 1949 y el comandante del Kuomintang, Tao Zhiyue, les entregó la provincia. El gobierno provincial original se trasladó a Taipéi como la Oficina del Gobierno Provincial de Sinkiang (en chino tradicional, 新疆省政府辦事處) para simbolizar el reclamo de soberanía de la República de China sobre la provincia; finalmente se disolvió en 1992.